# Apicia inaequaria
Apicia inaequaria är en fjärilsart som beskrevs av Walker 1862. Apicia inaequaria ingår i släktet Apicia och familjen mätare. Inga underarter finns listade i Catalogue of Life.